# Campeonato Mundial de Carros de Turismo de 2005
A temporada de WTCC de 2005 foi a segunda temporada disputada pela FIA depois de dezoito anos da primeira temporada de WTCC,em 1987. O campeão foi Andy Priaulx.

## Pilotos e Equipas
O Fundo Amarelo diz que o piloto participou só no Michelin Trophy,competição não oficial,mas dentro de uma corrida de WTCC
| Nº  | Piloto                    | Equipa                                         | Carro                         |
| --- | ------------------------- | ---------------------------------------------- | ----------------------------- |
| 1   | Andy Priaulx              | BMW Team UK                                    | BMW 320i                      |
| 2   | Gabriele Tarquini         | Alfa Romeo Racing Team                         | Alfa Romeo 156                |
| 3   | James Thompson            | Alfa Romeo Racing Team                         | Alfa Romeo 156                |
| 4   | Alessandro Zanardi        | BMW Team Italy/Spain                           | BMW 320i                      |
| 5   | Antonio García            | BMW Team Italy/Spain                           | BMW 320i                      |
| 6   | Fabrizio Giovanardi       | Alfa Romeo Racing Team                         | Alfa Romeo 156                |
| 7   | Augusto Farfus Jr.        | Alfa Romeo Racing Team                         | Alfa Romeo 156                |
| 8   | Rickard Rydell            | SEAT Sport                                     | SEAT Toledo Cupra & SEAT León |
| 9   | Jordi Gené                | SEAT Sport                                     | SEAT Toledo Cupra & SEAT León |
| 10  | Peter Terting             | SEAT Sport                                     | SEAT Toledo Cupra & SEAT León |
| 11  | Jason Plato               | SEAT Sport                                     | SEAT Toledo Cupra             |
| 12  | Marc Carol                | SEAT Sport                                     | SEAT Toledo Cupra             |
| 14  | Thomas Klenke             | Ford Hotfiel Sport                             | Ford Focus                    |
| 15  | Thomas Jäger              | Ford Hotfiel Sport                             | Ford Focus                    |
| 16  | Michael Funke             | Ford Hotfiel Sport                             | Ford Focus                    |
| 17  | Patrick Bernhardt         | Ford Hotfiel Sport                             | Ford Focus                    |
| 18* | Carlos Mastretta Aguilera | GR Asia                                        | SEAT Toledo Cupra             |
| 19* | Valle Mäkelä              | GR Asia                                        | SEAT Toledo Cupra             |
| 20* | Tom Coronel               | GR Asia                                        | SEAT Toledo Cupra             |
| 21  | Robert Huff               | Chevrolet                                      | Chevrolet Lacetti             |
| 22  | Nicola Larini             | Chevrolet                                      | Chevrolet Lacetti             |
| 23  | Alain Menu                | Chevrolet                                      | Chevrolet Lacetti             |
| 24* | Soheil Ayari              | Peugeot Sport Denmark                          | Peugeot 407                   |
| 25* | Eric Hélary               | Peugeot Sport Denmark                          | Peugeot 407                   |
| 26* | Roberto Colciago          | JAS Motorsport                                 | Honda Accord Euro R           |
| 27* | Adriano de Micheli        | JAS Motorsport                                 | Honda Accord Euro R           |
| 28* | Carl Rosenblad            | Crawford Racing                                | BMW 320i                      |
| 29* | Stéphane Ortelli          | Team ORECA Playstation                         | SEAT Toledo Cupra             |
| 30* | Stefano D'Aste            | Proteam Motorsport                             | BMW 320i                      |
| 31* | Giuseppe Cirò             | Proteam Motorsport                             | BMW 320i                      |
| 32* | Marc Hennerici            | Wiechers-Sport                                 | BMW 320i                      |
| 33* | Adam Lacko                | IEP Team                                       | Alfa Romeo 156 GTA BMW 320i   |
| 34* | Tomas Engström            | Honda Dealer Team Sweden -Engström Motorsport  | Honda Accord Euro R           |
| 35* | Jens Hellström            | Honda Dealer Team Sweden - Engström Motorsport | Honda Civic Type R            |
| 36* | Sascha Plöderl            | RS-Line IPZ Racing                             | Ford Focus ST170              |
| 37* | Frank Diefenbacher        | RS-Line IPZ Racing                             | Ford Focus ST170              |
| 38* | Erkut Kizilirmak          | GR Asia                                        | SEAT Toledo Cupra             |
| 39* | Simon Harrison            | JAS Motorsport                                 | Honda Accord Euro R           |
| 40* | Polo Villaamil            | GR Asia                                        | SEAT Toledo Cupra             |
| 41  | Duncan Huisman            | BMW Team UK                                    | BMW 320i                      |
| 42  | Jörg Müller               | BMW Team Deutschland                           | BMW 320i                      |
| 43  | Dirk Müller               | BMW Team Deutschland                           | BMW 320i                      |
| 44* | James Kaye                | GR Asia                                        | SEAT Toledo Cupra             |
| 51* | Salvatore Tavano          | DB Motorsport                                  | Alfa Romeo 156                |
| 52* | Andrea Larini             | DB Motorsport                                  | Alfa Romeo 156                |
| 53* | Gianluca de Lorenzi       | GDL Racing                                     | BMW 320i                      |
| 54* | Stefano Valli             | Zerocinque Motorsport                          | BMW 320i                      |
| 55* | Alessandro Balzan         | Scuderia del Girasole                          | SEAT Toledo Cupra             |
| 56  | André Couto               | Alfa Romeo Racing Team                         | Alfa Romeo 156                |
| 61* | Lei Chong Seng            | Lei Chong Seng                                 | Honda Civic Type R            |
| 62* | Ao Chi Hong               | Ao's Racing Team                               | BMW 320i                      |
| 63* | Paul Poon                 | Engstler Motorsport                            | BMW 320i                      |
| 64* | Peter Scharmach           | Engstler Motorsport                            | BMW 320i                      |
| 65* | Hironori Takeuchi         | Ao's Racing Team                               | Toyota Altezza                |
| 99* | Lo Ka Fai                 | GR Asia                                        | SEAT Toledo Cupra             |

Legenda:*Michelin Tropy

## Resultados
| Circuito          | Data           | Vencedor 1ª ronda   | Vencedor 2ª ronda   |
| ----------------- | -------------- | ------------------- | ------------------- |
| Monza             | 10 de Abril    | Dirk Müller         | James Thompson      |
| Magny-Cours       | 1 de Maio      | Jörg Müller         | Jörg Müller         |
| Silverstone       | 15 de Maio     | Fabrizio Giovanardi | Dirk Müller         |
| Imola             | 29 de Maio     | Fabrizio Giovanardi | Dirk Müller         |
| Puebla            | 26 de Junho    | Fabrizio Giovanardi | Peter Terting       |
| Spa-Francorchamps | 30 de Julho    | Dirk Müller         | Fabrizio Giovanardi |
| Oschersleben      | 28 de Agosto   | Andy Priaulx        | Alessandro Zanardi  |
| Istanbul          | 18 de Setembro | Fabrizio Giovanardi | Gabriele Tarquini   |
| Valencia          | 2 de Outubro   | Jordi Gené          | Jörg Müller         |
| Macau             | 20 de Novembro | Augusto Farfus      | Duncan Huisman      |

## Pontuação Final
O Número significa os pontos obtidos no final de cada prova

### Pilotos do Campeonato Oficial
| Pos | Piloto   | Equipa(e) | ITA | ITA | FRA | FRA | GBR | GBR | ITA | ITA | MEX | MEX | BEL | BEL | GER | GER | TUR | TUR | ESP | ESP | MAC | MAC | Pts |
| --- | -------- | --------- | --- | --- | --- | --- | --- | --- | --- | --- | --- | --- | --- | --- | --- | --- | --- | --- | --- | --- | --- | --- | --- |
| 1   | Priaulx  | BMW       | 5   | 4   | 8   | 6   | 4   | 0   | 6   | 8   | 0   | 1   | 8   | 0   | 10  | 8   | 6   | 0   | 5   | 6   | 8   | 8   | 101 |
| 2   | D.Müller | BMW       | 10  | 8   | 3   | 8   | 0   | 3   | 5   | 10  | 0   | 0   | 10  | 4   | 5   | 3   | 0   | 4   | 8   | 5   | 0   | 0   | 86  |

| Cor      | Resultado        |
| -------- | ---------------- |
| Ouro     | 10 Pontos        |
| Prata    | 8 Pontos         |
| Bronze   | 6 Pontos         |
| Verde    | 5,4,3,2,1 Pontos |
| Vermelho | 0 Pontos         |

| Ícone de esboço | Este artigo sobre automobilismo é um esboço. Você pode ajudar a Wikipédia expandindo-o. |